# Wereldkampioenschappen boogschieten 1953
De Wereldkampioenschappen boogschieten 1953 waren door de Fédération Internationale de Tir à l'Arc (FITA) georganiseerde kampioenschappen voor boogschutters. De 16e editie van de wereldkampioenschappen vond plaats in het Noorse Oslo van 21 tot en met 25 juli 1953. 

## Resultaten

### Individueel
|        | Heren             | Dames              |
| ------ | ----------------- | ------------------ |
| Goud   | Bror Lundgren     | Jean Richards      |
| Zilver | Einar Tang-Holbæk | Ilta-Meri Santaoja |
| Brons  | Carl-Erik Bissman | Jacqueline Lang    |

### Team
|        | Heren                                             | Dames                                              |
| ------ | ------------------------------------------------- | -------------------------------------------------- |
| Goud   | Bror Lundgren Carl-Erik Bissman Stellan Andersson | Ilta-Meri Santaoja Caja Burmeister Kirsti Partanen |
| Zilver | Einar Tang-Holbæk Einar Larsen Sandy Jørgensen    | Suzanne Lang Irene Crupenninck Madeleine Bernot    |
| Brons  | André Duval Oscar Kessels Edgard Lienard          | Ulla-Britt Jeppson Ingrid Karlsson Ellen Johansson |

### Medaillespiegel
| Plaats | Land             | Goud | Zilver | Brons | Totaal |
| 1      | Zweden           | 2    | 0      | 2     | 4      |
| 2      | Finland          | 1    | 1      | 0     | 2      |
| 3      | Verenigde Staten | 1    | 0      | 0     | 1      |
| 4      | Denemarken       | 0    | 2      | 0     | 2      |
| 5      | Frankrijk        | 0    | 1      | 1     | 2      |
| 6      | België           | 0    | 0      | 1     | 1      |
| Totaal | Totaal           | 4    | 4      | 4     | 12     |

1931 ·
1932 ·
1933 ·
1934 ·
1935 ·
1936 ·
1937 ·
1938 ·
1939 ·
1946 ·
1947 ·
1948 ·
1949 ·
1950 ·
1952 ·
1953 ·
1955 ·
1957 ·
1958 ·
1959 ·
1961 ·
1963 ·
1965 ·
1967 ·
1969 ·
1971 ·
1973 ·
1975 ·
1977 ·
1979 ·
1981 ·
1983 ·
1985 ·
1987 ·
1989 ·
1991 ·
1993 ·
1995 ·
1997 ·
1999 ·
2001 ·
2003 ·
2005 ·
2007 ·
2009 ·
2011 ·
2013 ·
2015 ·
2017 ·
2019 ·
2021 ·
2023 ·